# Fright Night 2 - Sangue fresco
Fright Night 2 - Sangue fresco (Fright Night 2: New Blood) è un film del 2013 diretto da Eduardo Rodríguez.

## Trama
Una contessa del medioevo ritorna nel mondo contemporaneo e moderno, sotto le mentite spoglie di una professoressa universitaria di storia dell'arte di nome Gerri Dandridge, partecipa a un master, condotto in Romania da un gruppo di ragazzi appartenenti ad un'università americana. Durante questa gita di formazione, gli studenti si recano nell'albergo proprio di fronte alla casa della donna, che intravedono da una finestra. Un’ora dopo, uno degli studenti coglie la professoressa in atteggiamenti intimi con una ragazza misteriosa dai capelli rossi. Un professore passa per le camere di tutti i ragazzi per avvisarli che il corso notturno sta per iniziare, e che si dovevano scendere all'ingresso dell'albergo. Il corso si tiene in un vecchio cinema, dove i ragazzi attendono l'arrivo della professoressa, che avrebbe tenuto il corso e questa si presenta sul luogo come una donna di bell'aspetto e dal carattere socievole.
Quest'ultima utilizza un microfono per presentarsi ai suoi alunni, spiegando loro come verrà amministrato il corso per punti proiettando alcune immagini a sfondo gotico e non su uno schermo. Tuttavia ciò non si rivela altro che un sogno di uno degli studenti in sala, che si era addormentato. Dopo essersi reso conto che si trattava di un sogno, il ragazzo nota che la professoressa stava spiegando normalmente storia dell'arte e gli altri suoi compagni stavano prendendo appunti. Terminata la lezione mattutina, tre studenti del corso, Charley, Ed e Amy, si accorgono che nell'insegnante c'è qualcosa di strano. Charley in particolar modo decide di indagare sulla donna, così si introduce di nascosto in casa sua, e trova un quadro che ritrae in abiti del 1610 in una vasca piena di sangue. Poco dopo trova una bara con il sigillo della contessa sanguinaria, ovvero lo stemma araldico di Erszebeth Báthory.
Charley capisce che la sua professoressa è in realtà la contessa sanguinaria, sì nasconde perciò dentro la bara per riprendere il tutto con il telefonino. Successivamente entrano altre due persone nella stanza, una donna anziana e una ragazza giovane. La prima, incappucciata e con un mantello nero, si insinua nella mente della giovane, inducendola a spogliarsi, poi la uccide con la forza dell'ipnosi per ottenere il suo sangue, il liquido vitale che le serve per mantenersi giovane. Una volta commesso l'omicidio, la donna si toglie il mantello e si tuffa nella vasca colma di liquido rosso per poi riemergere giovane e con le fattezze della professoressa del corso. Uscita dalla vasca, assorbe il sangue dalla sua pelle e che scopre l'alunno, che manda via in modo accondiscendente. Charley decide di avvertire la polizia riguardo alla scomparsa della sua compagna di classe ma le forze dell'ordine non lo prendono sul serio. Giunta la sera, va nella camera della sua compagna di corso e trova la professoressa vestita di nero e qui confessa alla sua amica che l'insegnante non è altro che un vampiro, così prende la Bibbia per intimorirla.
La professoressa però afferra tranquillamente il testo sacro dalle sue mani senza bruciarsi, poi senza mostrare alcun segno particolare gli dice scherzosamente che è impazzito ed esce dalla porta con un sorriso ammiccante. A seguito di una discussione tra amici, Charley corre nella sua stanza, fa una ricerca sul suo computer portatile digitando il nome Erszébet Báthory e trova alcune informazioni utili. Dopo aver fatto ciò, parla con Ed delle leggende metropolitane sui vampiri, e decidono così di contattare Peter Vincent, il conduttore del programma televisivo Fright Night che si occupa di misteri e che proprio in quei giorni sta girando un documentari sui castelli rumeni più famosi. Trovano l'uomo all'interno di uno strip club e qui stringono un accordo dietro compenso per uccidere la contessa Báthory. Dopo essersi incontrarti con Amy in una stazione ferroviaria, salgono su un treno dove però trovano Gerri ad aspettarli. Peter fugge, lasciando gli altri ad affrontare Báthory mentre Ed si sacrifica in modo che Charley e Amy possano fuggire nelle catacombe. Gerri trasforma Ed in un vampiro, poi insegue Charley e Amy che riescono ad arrivare in superficie. Gerri li trova comunque e li attacca nuovamente mentre tentano di andarsene in taxi ma Amy viene presa.
La vampira rivela a Gerri che deve fare il bagno del sangue di una "vergine della luna nuova" per resistere alla luce solare. Per completare il rituale è necessario uccidere i testimoni, Gerri quindi deve costringere Amy ad uccidere Charley. Peter torna allo strip club e viene attaccato da Ed. Quest'ultimo, un fan del programma di Vincent, è disilluso dall'incredulità di Peter nei confronti dei vampiri e dalla pretesa fraudolenta di essere un cacciatore di vampiri. Peter usa così un crocifisso per scacciare Ed. Peter arma Charley con dei paletti di legno, acqua santa e aglio e lo manda ad uccidere Gerri prima che sorga il sole e salvare Amy. Entrando nel castello, Ed attacca Charley ma questi lo costringe a bere l'acqua santa, facendolo esplodere.
Charley viene preso da Gerri e costretto a entrare in un'enorme vasca da bagno dove Amy lo attende. Morde Charley, trasformandolo in un vampiro. Prima che possa ucciderlo e completare il rituale di Gerri, Charley pugnala Amy senza colpirla al cuore e la sua ferita guarisce. Peter arriva e pugnala Gerri, ma non riesce a colpire il cuore, così gli dà la caccia per tutto il castello. Charley emette uno stridio ad alta potenza che frantuma tutte le finestre, permettendo alla luce del sole di entrare e far svanire Gerri. Con la morte della signora vampira, Charley e Amy tornano alle loro forme umane. Riconciliandosi, si scambiano un bacio.

## Distribuzione
La pellicola è uscita in DVD, Blu-ray e digitalmente in entrambe le versioni classificate e non classificate il 1º ottobre 2013. La versione classificata dura 31 secondi in meno, con 5 tagli di sangue e nudità espliciti dalla scena in cui Gerri attira una donna nella sua casa. Il DVD e il Blu-ray presentano extra identici: un commento audio con il regista Eduardo Rodriguez e i produttori Alison Rosenzweig e Michael Gaeta, alcuni web episodi di Fright Night e una featurette di Dracula Revealed che include interviste con i principali membri del cast e della troupe.
In Italia il film è stato distribuito il 29 novembre 2013 in home video.